# مسجد أغا نور
مسجد أغا نور (بالفارسية: مسجد آقا نور) هو مسجد تاريخي يعود إلى عصر الدولة الصفوية، ويقع في أصفهان.